# Hoteles Hesperia
Hoteles Hesperia es una cadena hotelera española perteneciente al Grupo Inversor Hesperia S.A. La cadena fue fundada por abogado y empresario Aniceto Ciscar Rius en el año 1965. Actualmente es propiedad de la familia Castro Sousa. Su sede principal se sitúa en Hospitalet de Llobregat, Barcelona, compartiendo manzana con el Hotel Hesperia Tower y los apartamentos ejecutivos Hesperia Suites. Opera principalmente en España y Venezuela, teniendo su mayor activo en hoteles urbanos en el primer país y resorts vacacionales en el segundo.

## Historia
Ha estado ligada a la cadena NH hasta la OPA ejecutada por Minor International, que causa la salida del grupo Hoteles Hesperia del grupo NH Hotel Group el 30 de noviembre de 2018. Durante esta operación, y debido a diferentes acuerdos financieros y de marca, Hoteles Hesperia cierra un acuerdo con la cadena de hoteles Hyatt y otro con Apple Leisure Group para la explotación de hoteles urbanos y vacacionales bajo las marcas Hyatt y AMResorts respectivamente.

## Propietarios

### Gobierno Corporativo
El Gobierno Corporativo se compone de las siguientes personas:
- CEO: Jordi Ferrer
- Director Adjunto: José Alejandro Castro
- CCAO: Pilar López
- CFO: Victor Pérez
- Global Head de urbano: Carlos Erburu
- Global Head de vacacional: Gonzalo Alcaraz
- Global Director de F&B: Emilio Ruiz
- Senior Advisor: Jesús Nuño De la Rosa

## Divisiones

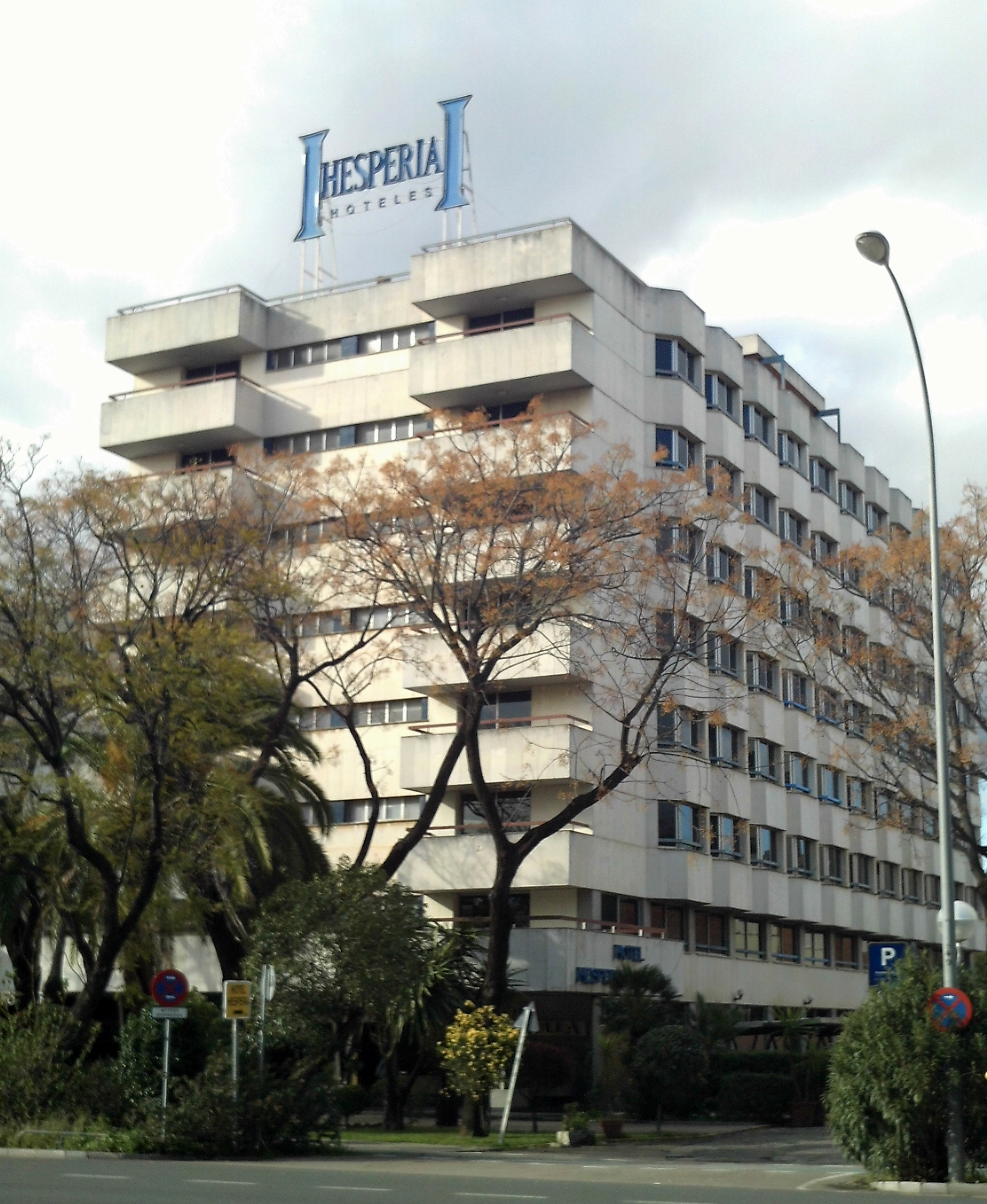
Hotel Hesperia en Sevilla

### Hoteles
Actualmente Hesperia posee numerosos hoteles en España: el Hesperia de Madrid de Paseo de la Castellana, así como ocho establecimientos en Barcelona, cuatro en Galicia, además de tres tanto en el País Vasco como en Andalucía, en las principales capitales turísticas de ellas, Bilbao, San Sebastián, Sevilla, Córdoba y Granada y uno en Aragón, situándose concretamente en su capital, Zaragoza.

### Hoteles en Venezuela
En Venezuela, posee seis hoteles: tres resorts vacacionales en la Isla de Margarita (estado de Nueva Esparta), un hotel urbano en Valencia (estado Carabobo), un hotel vacacional de playa en Morrocoy  (Estado Falcón) y otro en Maracay (estado Aragua), sumando casi 1.600 habitaciones en el país.
Resorts en Isla de Margarita: Hesperia Isla de Margarita, Hesperia Playa el Agua y Hesperia Edén Club. 
Hoteles Urbanos: Hesperia WTC Valencia y Hesperia Maracay
Hoteles Playeros:Hesperia Morrocoy

### Food & Beverage
Hesperia tiene una división de F&B con activos importantes en grandes ciudades de España, como el restaurante Santceloni en Madrid.